# Гојко Пијетловић
Гојко Пијетловић (Нови Сад, 7. август 1983) је српски ватерполиста, вишеструки олимпијски, светски и европски шампион.

## Каријера
Рођен је у Новом Саду, а пореклом је из Горње Пецке у Републици Српској. Брат је српског ватерполисте и олимпијског шампиона Душка Пијетловића.
Професионални ватерполо пут започео је у Војводини, наставио у Партизану, али је право играчко сазревање дочекао у Катару. Са клубом из Котора је 2010. освојио Трофеј ЛЕН-а, што уз трофеје националних првенстава и купова са Партизаном, Будвом, Орадеом и Шапцом представља трофеј од велике важности за једног спортисту.
Након такмичења у Орадеи, вратио се накратко у српски ватерполо, одиграо једну сезону у Шапцу са којим је освојио и Куп Србије и то по први пут као капитен једног тима. Уследио је растанак са српским клубом, па је потписао нови уговор са Орадеом.

## Репрезентација
У репрезентацији је сакупио доста екипних, али и неколико личних признања и медаља. Највеће је свакако оно са Олимпијских игара у Рију 2016. године, које је једно од укупно освојених трофеја.
Иако је био кандидат за ЕП 2006, први пут је на једном таквом такмичењу заиграо у Загребу 2010. године. Био је замена Слободана Сора, а онда пропустио Ајндховен 2012. и вратио се 2014. у Будимпешту. На такмичењу на којем је Србија тријумфовала, Пијетловић је проглашен за најбољег голмана. Истим признањем његов рад и допринос тиму награђен је и на завршном турниру Светске лиге 2014. у Дубаију.
Када су у питању светска првенства, Пијетловић је на њих шест представљао Србију. Освојио је два злата, у Риму 2009. и Казању 2015, док се 2011. из Шангаја вратио са сребреном медаљом.
На Олимпијским играма наступио је два пута. У Лондону 2012, на свом дебију освојио је бронзу док је четири године касније био део тима који је направио највећи успех у српском ватерполу освајањем златне медаље у Рију.
Након повлачења Слободана Сора из националног тима Србије, Гојко Пијетловић је задужио капицу са бројем један и до сада убележио укупно 265 наступа и 23 медаље.
Поред ове 23 медаље из сениорске репрезентације, Пијетловић има и једну из јуниорских дана када је као репрезентативац Југославије освојио Европско првенство 2002. у Барију.

## Клупски трофеји
- Трофеј ЛЕН 2009/10. - Освајач купа са Катаром
- Првенство Србије 2006/07. и 2007/08. -  Првак са Партизаном
- Куп Србије 2006/07. и 2007/08. - Освајач купа са Партизаном
- Првенство Црне Горе 2010/11. -  Првак са Будвом
- Куп Црне Горе 2010/11. - Освајач купа са Будвом
- Првенство Румуније 2013/14. и 2014/15. -  Првак са Орадеом
- Куп Румуније 2015/16. - Освајач купа са Орадеом